# Wahlenbergia pinnata
Wahlenbergia pinnata är en klockväxtart som beskrevs av Robert Harold Compton. Wahlenbergia pinnata ingår i släktet Wahlenbergia och familjen klockväxter. Inga underarter finns listade i Catalogue of Life.